# 约瑟夫·谢尔
约瑟夫·斯特凡·「傑夫」·谢尔男爵（英語：Jozef Stefaan "Jeff", Baron Schell，1935年7月20日—2003年4月17日）是一位比利时分子生物学家，1967年在根特大学动物学与微生物学专业毕业后在母校任教至1995年，曾任马克斯·普朗克学会下辖的位于德国科隆的马克斯·普朗克植物育种研究所主管，法兰西公学院荣誉教授，与马克·范·蒙塔古共同开发了基于农杆菌的植物转基因工具，并以此专利创建了植物基因系统公司（Plant Genetic Systems，PGS）。